# Бондарь, Владимир Владимирович
Влади́мир Влади́мирович Бо́ндарь (19 марта 1928, Одесса, СССР — 29 ноября 2018, Москва, Россия) — советский и российский учёный, доктор химических наук, профессор, специалист в области физической химии и научно-технической информации.

## Биография
В 1951 г. В. В. Бондарь окончил химический факультет Одесского государственного университета по специальности «физическая химия». Работал в г. Владивостоке в лаборатории коррозии Дальзавода.
В 1959 г. защитил в Институте физической химии АН СССР кандидатскую диссертацию «Влияние условий электролиза на фазовое строение электроосажденных сплавов». 1978 г. — докторская диссертация «Исследование электрохимического синтеза аморфных сплавов и некоторых их свойств».

## Научная деятельность
С 1960 г. В. В. Бондарь работал в ВИНИТИ РАН. Вёл научную работу в области электроосаждения сплавов, коррозии и защиты от коррозии, научной информации. Был главным редактором Реферативного журнала «Химия», членом редакционного совета журналов «Электрохимия» и «Гальванотехника и обработка поверхности». Автор свыше 250 публикаций, в том числе монографий «Электроосаждение двойных сплавов», «Некристаллические сплавы в двухкомпонентных системах», «Информационная экология», «Модельные представления для описания и прогнозирования электроосаждения сплавов». Имел более 10 патентов.
С 1965 г. — заведующий отделом химии ВИНИТИ АН СССР.
В 1982—1992 гг. — заместитель директора ВИНИТИ по науке.
На протяжении многих лет В. В. Бондарь являлся членом Учёного совета ВИНИТИ РАН, Научного совета РАН по электрохимии и коррозии, специализированных советов по защите диссертаций, членом координационного совета журнала «Электрохимия», был членом РХО им. Д. И. Менделеева.
В среде физико-химиков В. В. Бондарь получил признание как крупнейший специалист в области электрохимического осаждения металлов и сплавов, создатель нового научного направления — электрохимического синтеза аморфных материалов. На примере ряда металлических систем, полученных в аморфном состоянии электрохимическим методом, он впервые экспериментально показал, что ферромагнетизм свойствен и аморфным телам. Им также получены путём электрохимического синтеза аморфные плёнки полупроводников и сверхпроводников.
За заслуги в развитии отечественной науки В. В. Бондарь был награждён несколькими медалями; в 2002 г. ему присвоено звание «Заслуженный деятель науки РФ».

## Литературная деятельность
В 2008 г. выпустил поэтический сборник «Карусель» (включающий также разделы «Проза», «Рифмоплётка», «Строки», «Песни», «Анекдоты»).
В 2018 г. вышла книга мемуаров «Записки одессита».
Автор ряда афоризмов («Говорят, старики это тормоз прогресса. Но что стало бы с прогрессом, если бы у него не было тормозов?» и др.). Известен шуточной формулировкой второго закона Ньютона применительно к информации: «масса информации, умноженная на ускорение её выдачи, равна силе, при которой ума не надо».